# Єрмак Олександр Петрович
Олександр Петрович Єрмак (5 лютого 1944 — 24 січня 2021, Полтава) — український історик, краєзнавець, педагог, кандидат історичних наук, професор.

## Життєпис
Після закінчення у 1962 році середньої школи села Ковалівка Полтавського району працював робітником на підприємствах Полтави. У 1965 році вступив на історичний факультет Полтавського педагогічного інституту, який закінчив з відзнакою 1969 року. Навчався під керівництвом професора Антона Самійловича Череваня. Ще під час навчання почав проводити наукову роботу, брав участь у наукових конференціях. 1966 року посів І місце на конкурсі студентських наукових робіт.
Від 1969 року почав працювати на посаді асистента кафедри історії СРСР Полтавського педагогічного інституту, паралельно вступивши на заочне відділення аспірантури Київського політехнічного інституту. У 1975 року в Дніпропетровську захистив кандидатську дисертацію на тему «Здійснення політики обмеження і витіснення капіталістичних елементів міста і села в Україні в 1927—1929 роках». З 1976 до 1990 року працював на посаді доцента кафедри історії СРСР і УРСР. Розробив навчальні курси історичного краєзнавства, архівознавства та музеєзнавства, спецкурси «Українська національна історіографія ХХ століття», «Видатні вітчизняні історики XVIII — початку XX століття».
У 1990 році був обраний за конкурсом на посаду завідувача кафедри історії УРСР, яка через рік була реорганізована в кафедру спеціальних історичних дисциплін і географії. У 2000—2013 роках — доцент, у 2013—2015 роках — професор кафедри історії України. Вийшов на пенсію у квітні 2015 року.

## Наукова, педагогічна та громадська діяльність
Понад два десятиріччя був заступником декана історичного факультету з науки, постійно брав участь в організації студентських наукових конференцій та виданні збірників наукових матеріалів, у 1998 році став одним із засновників фахового наукового збірника «Історична пам'ять».
Член Української асоціації дослідників Голодоморів в Україні, член Національної спілки краєзнавців України (НСКУ), член правління обласної організації НСКУ, член Слов'янського клубу міста Полтави.
Автор понад 500 публікацій. Серед них авторські й колективні монографії, підручники й посібники, наукові й публіцистичні статті.

## Відзнаки та нагороди
Нагороджений Почесними грамотами Міністерства освіти УРСР, Міністерства освіти і науки України, Полтавської обласної державної адміністрації, відомчою відзнакою знаком «Відмінник освіти України». У 2007 р. присвоєно Почесне звання «Заслужений діяч науки і техніки України».
Лауреат багатьох премій — обласної премії імені Панаса Мирного (2008), імені Самійла Величка (2010), імені Леоніда Бразова (2011), Лубенської міської премії імені Володимира Малика (2012).